# Gymnomyces ellipsosporus
Gymnomyces ellipsosporus är en svampart som först beskrevs av Sanford Myron Zeller, och fick sitt nu gällande namn av Trappe, T. Lebel & Castellano 2002. Gymnomyces ellipsosporus ingår i släktet Gymnomyces och familjen kremlor och riskor.   Inga underarter finns listade i Catalogue of Life.